# Hermannia amabilis
Hermannia amabilis es una especie de arbusto perteneciente a la familia de las malváceas. Es originaria de Namibia.

## Descripción
Es un arbusto perennifolio de pequeño tamaño, que alcanza una altura de 0,3 a 0,75 m en altitudes de 300 - 1830 metros.